# Apisit Kamwang
Apisit Kamwang (thailändisch อภิสิทธิ์ คำวัง; * 18. Januar 1991 in Phayao), auch als Bird bekannt, ist ein thailändischer Fußballspieler.

## Karriere

### Verein
Kamwangs erlernte das Fußballspielen in der Jugend des Thai Honda FC und debütierte dort 2009 auch in der heimischen Zweiten Liga. Dann spielte er zwei Jahre für BEC-Tero Sasana und eine Saison bei Pattaya United FC. Anschließend war er von 2013 bis 2017 beim Suphanburi FC in der ersten Liga aktiv. Für den Club absolvierte er 27 Erstligaspiele und schoss dabei ein Tor. 2018 wechselte er nach Nong Bua Lamphu, wo er sich dem Nongbua Pitchaya FC anschloss. Für den Zweitligisten stand er 2019 17-Mal auf dem Spielfeld. 2020 unterschrieb er einen Vertrag beim Ligakonkurrenten Lampang FC in Lampang. Für Lampang spielte er zehnmal in der zweiten Liga. Ende 2020 wurde sein Vertrag nicht verlängert und er war ein Jahr vereinslos, ehe ihn der Drittligist Muang Loei United FC verpflichtete. Mit dem Verein aus Loei spielte er in der North/Eastern Region der Liga. Am Ende der Saison feierte er die Meisterschaft der Region. In den Aufstiegsspielen zur zweiten Liga konnte man sich nicht durchsetzen. Von dort wechselte er im Juli 2022 zum Udon Thani FC in die zweite Liga. Für den Klub aus Udon Thani bestritt er neun Ligaspiele. Nach der Hinrunde 2022/23 wechselte er im Dezember 2022 zum Ligakonkurrenten Krabi FC. Für den Zweitligisten bestritt er neun Ligaspiele. Nach der Saison wurde sein Vertrag nicht verlängert.

### Nationalmannschaft
Der Mittelfeldspieler absolvierte 2009 drei Spiele für die thailändische U-19-Nationalmannschaft.

## Erfolge
Muang Loei United FC
- Thai League 3 – North/East: 2021/22